# 維什內韋 (瓦西里夫卡區)
47°18′30″N 35°33′20″E / 47.30833°N 35.55556°E
維什內韦（烏克蘭語：Вишневе）是位於烏克蘭東南部的村莊，由扎波羅熱州瓦西里夫卡區的羅茲多爾市鎮負責管轄。該村距離科哈內和佩雷莫日內2公里，始建於1923年，海拔高度102米，2001年人口408。